# VisualVM
VisualVM o Java VisualVM es una herramienta que proporciona una interfaz visual para ver la información detallada sobre las aplicaciones Java que se están ejecutando en una Máquina Virtual Java (JVM), y para la solución de problemas y elaboración de perfiles de estas aplicaciones. Varias herramientas opcionales, incluyendo Java VisualVM, se proporcionan con la distribución de Sun del Java Development Kit (JDK) para recuperar diferentes tipos de datos sobre la ejecución de las instancias de software JVM. Por ejemplo, la mayoría de las herramientas anteriormente independiente JConsole, jstat, jinfo, jstack y jmap forman parte de Java VisualVM. Java VisualVM federa estas herramientas para obtener datos desde el software JVM, luego volver a organizar y presentar la información gráficamente, para que pueda ver los datos de diferentes acerca de múltiples aplicaciones Java de manera uniforme, ya sea que se ejecutan de forma local o en las máquinas remotas. Además, los desarrolladores pueden ampliar Java VisualVM para añadir nuevas funciones mediante la creación y publicación de los plug-ins para la herramienta incorporada en el centro de actualización.